# USS Swanson (DD-443)
«Свенсон» (англ. USS Swanson (DD-443) — військовий корабель, ескадрений міноносець типу «Глівз» військово-морських сил США за часів Другої світової війни.
«Свенсон» був закладений 15 листопада 1939 року на верфі Charleston Naval Shipyard у Норт-Чарлстоні, де 2 листопада 1940 року корабель був спущений на воду. 29 травня 1941 року він увійшов до складу ВМС США.
За проявлену мужність та стійкість у боях бойовий корабель нагороджений вісьмома бойовими зірками.

## Історія служби
Після завершення випробувань «Свенсон» був включений до складу сил американського флоту, які забезпечували рух конвоїв між Новою Англією, Бермудськими островами та Ісландією. Корабель супроводжував лінійні кораблі «Вашингтон» і «Північна Кароліна», а також авіаносець «Хорнет» під час пробних випробувань наприкінці 1941 року. Після початку війни 7 грудня 1941 року обов'язки конвою були розширені, есмінець активніше залучався до походів, включаючи три походи до Шотландії, а також до Нової Шотландії та Гренландії.
У жовтні 1942 року, після тренувань з висадки морських десантів у затоці Чесапік, «Свенсон» увійшов до флоту вторгнення, що прямував до французької Північної Африки. 23 жовтня 1942 року з Чесапікської затоки вийшов транспортний конвой UGF 1 з військами десанту на борту, який 26 числа вийшов у точку рандеву, де на нього очікував ескорт бойових кораблів американського флоту, що вийшов з бухти Каско в затоці Мен.
Рано вранці 8 листопада 1942 року есмінець кинув якір біля берега, забезпечуючи підтримку висадці десанту на плацдармі у Федхалі. Коли американський десант почав наближатися до зогни висадки, французькі берегові батареї відкрили вогонь; і протягом наступних двох годин «Свенсон» забезпечував вогнем своєї корабельної артилерії прикриття діям десантників, намагаючись захистити транспорт і війська.
О 9 годину з бухти Касабланки під прикриттям димової завіси сім бойових кораблів французької 2-ї легкої ескадри вийшли на перехоплення морського десанту американців, щоб атакувати транспортні засоби противника, і відкрили вогонь по найближчих американських кораблях — есмінцях «Ладлоу», «Вілкс» і «Свенсон». «Ладлоу» був уражений французьким вогнем і змушений відступити; але «Свенсон» та «Вілкс» приєдналися до крейсерів «Огаста» та «Бруклін», які поринули на перехоплення французької флотилії.
Німецьких підводних човнів під час висадки не було; але 11 листопада 1942 року до зони висадки морського десанту прибули U-130 та U-173, які незабаром затопили чотири транспорти та пошкодили есмінець та танкер. 16 листопада есмінець «Вулсі» встановив гідроакустичний контакт; і, зробивши кілька атак, що призвели до появи бульбашок масла та повітря, передав контакт «Свонсону» та «Квіку», які провели додаткові атаки. Подальша інформація показала, що це був U-173, який був потоплений з усім екіпажем глибинними бомбами американських есмінців «Вулсі», «Свонсон» та «Квік».
Після морської битви біля Касабланки «Свенсон» повернувся до патрулювання та супроводу конвоїв в Атлантичному океані, де діяв до липня 1943 року. Літом прибув до Середземного моря, де увійшов до складу сил вторгнення на Сицилію. Його разом з есмінцем «Роу» призначили кораблями вогневої підтримки для висадки у Лікаті, Сицилія. Але, 10 липня, у ніч перед висадкою, обидва есмінці, розслідуючи підозрілі радіолокаційні контакти, зіткнулися. Тим не менше, «Свенсон», попри пошкодження продовжував діяти у складі сил вторгнення, і своїм артилерійським вогнем підтримував висадку десанту на берег. Згодом корабель доправили на Мальту для тимчасового ремонту, перш ніж вирушити пізніше в липні до Brooklyn Navy Yard.
Після закінчення ремонту «Свенсон» відновив виконання обов'язків в Атлантиці. 7 січня 1944 року його перевели у 7-й флот, що діяв біля Нової Гвінеї. 3-7 березня корабель надавав вогневу підтримку десанту, що висадився в гавані Зеадлер. 22 квітня діяв у ролі командно-штабного корабля під час висадки в Голландії. 2 липня надавав вогневу підтримку під час висадки на острів Нумфор у ході кампанії в Західній Новій Гвінеї. 30 липня знову виступав у ролі командного корабля для висадки десанту на Сансапор.
19 серпня 1944 року есмінець залишив Нову Гвінею і приєднався до оперативної швидкохідної авіаносної групи (TF 38). Входив до ескорту авіаносців «Франклін», «Ентерпрайз» і «Сан-Хасінто», під час завдавання повітряних ударів по островах Бонін, Уліті, Яп, Палау, Окінаві, Тайваню. 20 жовтня забезпечував підтримку висадки на Філіппіни. Брав участь у великій морській битві за Лейте.